# Myriad (Schriftart)
Myriad ist der Name einer Schriftart, die von Robert Slimbach und Carol Twombly 1992 für Adobe Type entworfen wurde.  Sie zählt zu den humanistischen Grotesk-Schriften.
Die Myriad wurde vor allem von der Frutiger beeinflusst und sieht ihr deshalb ähnlich, lässt sich jedoch beispielsweise durch den runden i-Punkt schnell unterscheiden.
Ursprünglich wurde sie als eine der ersten Multiple-Master-Schriften entwickelt und folglich in diesem Format veröffentlicht, erscheint inzwischen jedoch in den üblichen Schriftformaten, da sich Multiple Master nicht durchsetzen konnte. Die Schriftfamilie wurde Ende der 1990er Jahre unter dem Namen Myriad Pro erheblich erweitert und im OpenType-Format ausgebaut; sie besteht aus 46 Schriftschnitten.
Die für die Bildschirmdarstellung optimierte Schriftvariante Myriad Web wird mit dem Schriftenpaket Adobe Web Type Pro ausgeliefert. Sie ist außerdem dem Programm Adobe Photoshop Album Starter Edition 2.0 beigefügt, die Variante Myriad Web Pro der Version 3.0. Das Adobe Photoshop Album wird mit dem Adobe Reader angeboten.

## Name
Der Name kommt von Myriade, was u. a. für eine unzählbare Menge steht, in diesem Fall für die unendlichen Schriftschnitte, die mit der damaligen Multiple-Master-Technik erstellt werden konnten.

## Verwendung (Beispiele)

Unternehmenslogo in Myriad Pro Bold Italic mit Modifikation des i-Punkts

Die Gestaltung der Publikationen des Springer-Wissenschaftsverlages wird bereits seit Anfang der 1990er Jahre durch die Myriad bestimmt.
Sie ersetzte außerdem seit dem Verkaufsstart von Xserve 2002 die Apple Garamond, unter dem Namen Myriad Set, als Hausschrift im Corporate Design von Apple.  
Die Firmen Rolls-Royce, LinkedIn und Mashable nutzen die Schrift ebenfalls in ihren Textlogos.

## Varianten
Es gibt eine Myriad Pro, eine Myriad Set (nur von Apple benutzt). Die von Apple gestaltete Podium Sans ist nahezu identisch mit der Myriad.
Die lateinischen Glyphen der japanischen Kozuka Gothic und der chinesischen Adobe Heiti entsprechen denen der Myriad.